# Villarejo
Villarejo é um município da Espanha na província e comunidade autónoma de La Rioja, de área 6,54 km² com população de 43 habitantes (2004) e densidade populacional de 6,57 hab/km².

## Demografia
| Variação demográfica do município entre 1991 e 2004 | Variação demográfica do município entre 1991 e 2004 | Variação demográfica do município entre 1991 e 2004 | Variação demográfica do município entre 1991 e 2004 |
| --------------------------------------------------- | --------------------------------------------------- | --------------------------------------------------- | --------------------------------------------------- |
| 1991                                                | 1996                                                | 2001                                                | 2004                                                |
| 48                                                  | 46                                                  | 49                                                  | 43                                                  |